# Валера-TV
«Вале́ра-TV» — юмористическое скетч-шоу, транслировавшееся в 2012 году на СТС.

## Сюжет
Главным героем является провинциальный оператор из глубинки — Валера, который решил создать свой видеоканал. Он ни на минуту не расстаётся со своей камерой и снимает абсолютно всё, что встречается ему на пути.

## Актёры
- Андрей Рожков — Виталий Кузнецов, Лёва, Михаил Тимофеевич Голованёв
- Дмитрий Брекоткин — Лёха Флэш, Витя, один из солистов ВИА «Актуальные гитары», один из членов ансамбля «Забубенные кружева»
- Марина Федункив — Руфима Гарифовна, Эльвира Петровна Зуева, Авдотья Сергеевна Лазарева, Тамара Васильевна
- Дмитрий Соколов — один из солистов ВИА «Актуальные гитары», участник ансамбля «Забубенные кружева»
- Вячеслав Мясников — Макс Нитро, солист ВИА «Актуальные гитары»
- Илана Юрьева — Няша (имя — возможно, аллюзия на певицу Нюшу).
- Александр Смирнов — алкаш в баре, солист ВИА «Актуальные гитары»

## Программы
| Передача                            | Ведущие                                                  | Описание |
| ----------------------------------- | -------------------------------------------------------- | --- |
| «Долболобы»                         | Лёха Флэш, Макс Нитро                                    | Самые безбашенные пацики города устраивают самые безумные эксперименты и самые опасные трюки. Каждый раз их экстремальные выходки заканчиваются катастрофически. |
| «Пусть базарят»                     | Тамара Васильевна, Витя, Лев «Лёва» Абрамович            | Три товарища встречаются в баре и за кружкой пива обсуждают самые злободневные темы. У каждого из героев найдётся своя точка зрения, защита которой другими участниками приведет к задушевному спору.                                                                                                |
| «Забубённые кружева»                | Заслуженный этнограф, доцент, Авдотья Сергеевна Лазарева | Фольклорный ансамбль отдаёт дань русским обрядам предков наших, отмечая русские народные праздники по всем традициям и обычаям. |
| «Методика самообороны В. Кузнецова» | Виталий Кузнецов                                         | Методами сокрушения противника и техники самообороны без оружия при помощи только рук, и других частей тела, поможет вам овладеть Виталий Кузнецов — опытный мастер, «владеющий всеми видами мировых единоборств». В конце каждой тренировки выявляется нетрадиционная половая ориентация Кузнецова. |
| «Сади, копай»                       | Эльвира Петровна Зуева, Михаил Тимофеевич Голованёв      | Профессор рыхления и грядковедения и её бессменный помощник с небольшим дефектом речи рассказывают телезрителям азы огородничества и садоводства, дают советы по ведению дачного хозяйства. Любому дачнику будут в помощь рекомендации, даваемые опытными знатоками грядок и теплиц.                 |
| «Руфима Гарифовна»                  | Руфима Гарифовна                                         | Ведущая корпоративов, банкетов, свадеб и праздников, Руфима Гарифовна, сходит с ума с одной рюмки водки, но ни один праздник не возможен без выпивки, поэтому виновники торжеств предлагают Руфиме выпить, тут то и начинается настоящее шоу, которое уж точно навсегда запомнят её клиенты.         |
| Видеообращения                      | Россияне                                                 | Россияне со всех концов страны рассказывают свои проблемы президенту и премьер-министру Российской Федерации. |
| Музыкальная страничка               |                                                          | |
| Музыкальный исполнитель             | Музыкальный исполнитель                                  | Описание |
| ВИА «Актуальные гитары»             | ВИА «Актуальные гитары»                                  | Самые жизнерадостные и весёлые музыкальные композиции будут исполнены вокально-инструментальным ансамблем в составе шести человек, стилизованным под группу 60-70—х годов прошлого века. |
| Трио «ЖЖ» (Живые Женщины)           | Трио «ЖЖ» (Живые Женщины)                                | Три весёлых продавщицы поют песни про женские радости и трудности на просторах своего супермаркета в фирменной магазинной форме — фартуках. |
| Няша                                | Няша                                                     | Молодая певица поёт современные модные клубные песни. |

## Производство
Авторы программы задались целью создать «весёлое скетч-шоу с музыкой». На идею проекта оказал влияние видеохостинг YouTube, позволяющий любому человеку, не будучи профессионалом, создавать видеосюжеты и выкладывать их в сеть Интернет на всеобщее обозрение. Создатели шоу «Валера-TV» решили воспользоваться популярным трендом, переведя его в телеформат.
Дмитрий Брекоткин, один из актёров шоу, играющий роль экстремала в сюжетной линии «Долболобы», решил выполнить некоторые рискованные трюки без помощи каскадёров и пять раз был закатан в цемент на дне подготовленной для этого ямы, пока режиссёра программы не устроил отснятый материал.